# Béthelainville
Béthelainville ist eine französische Gemeinde mit 156 Einwohnern (Stand: 1. Januar 2022) im Département Meuse in der Region Grand Est (vor 2016: Lothringen). Die Gemeinde gehört zum Arrondissement Verdun und zum Kanton Clermont-en-Argonne.

## Geographie
Béthelainville liegt etwa elf Kilometer westnordwestlich von Verdun. Umgeben wird Béthelainville von den Nachbargemeinden Montzéville im Norden, Fromeréville-les-Vallons im Osten, Sivry-la-Perche im Süden, Dombasle-en-Argonne im Süden und Südwesten sowie Récicourt im Südwesten und Westen.

## Bevölkerungsentwicklung
| Jahr                       | 1962 | 1968 | 1975 | 1982 | 1990 | 1999 | 2006 | 2011 | 2019 |
| Einwohner                  | 175  | 182  | 195  | 195  | 189  | 177  | 189  | 190  | 161  |
| Quellen: Cassini und INSEE |      |      |      |      |      |      |      |      |      |

## Sehenswürdigkeiten
- Kirche Saint-Martin, 1861/62 errichtet

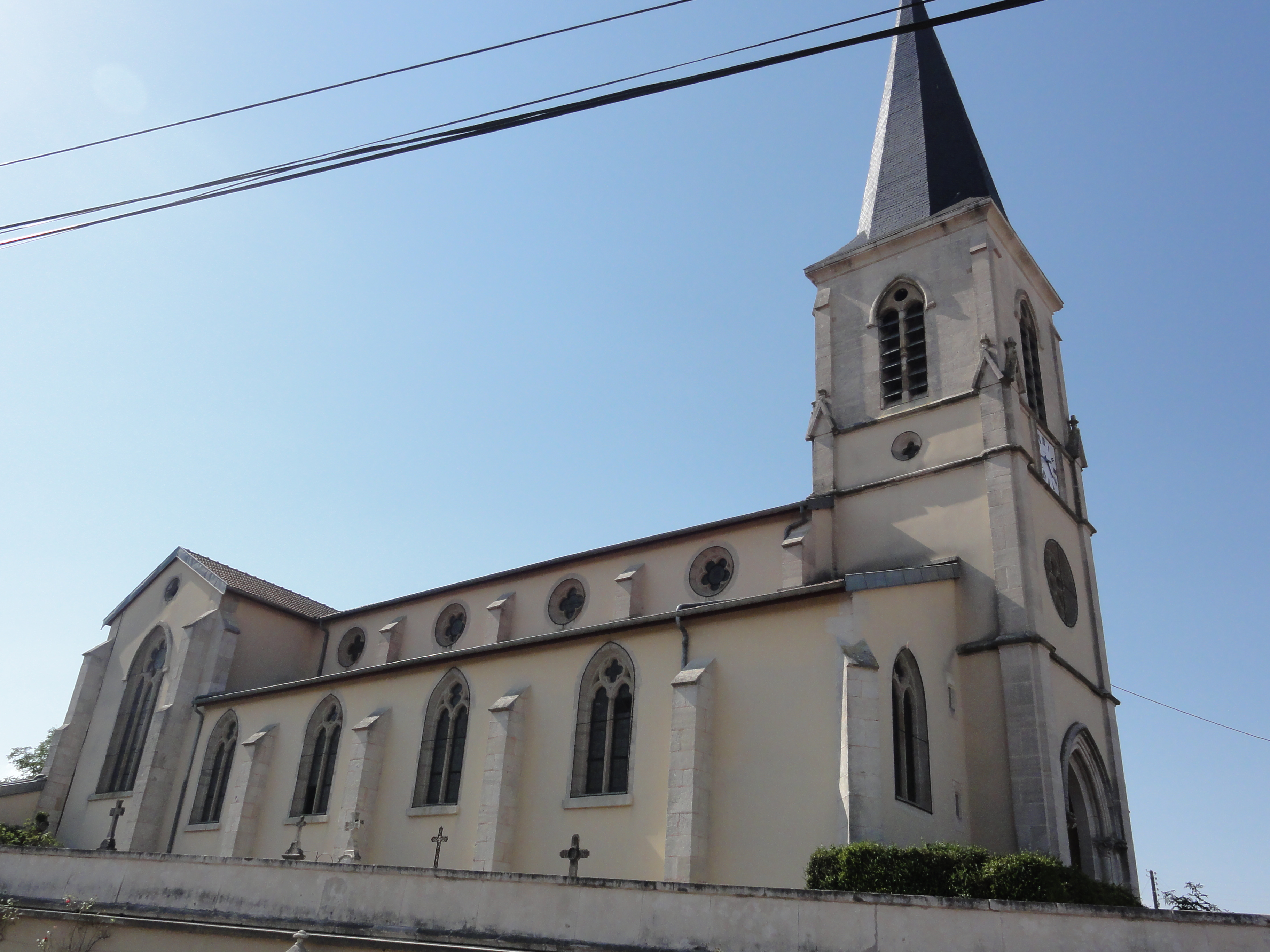
Kirche Saint-Martin

- Pfarrhaus